# Adriana Delgado i Herreros
Adriana Delgado i Herreros (el Pont de Vilomara, 1978) és una periodista i política catalana, exdiputada al Parlament de Catalunya i actualment alcaldessa de Sant Vicenç de Castellet per ERC.
Llicenciada en periodisme, Deglado ha treballat en diversos mitjans, incloent-hi Regió 7, Avui, La Vanguardia i COM Ràdio. Des del 2011, és regidora i portaveu per Esquerra Republicana de Catalunya a Sant Vicenç de Castellet. Delgado va presidir el Consell Comarcal del Bages entre el 2011 i el 2013, a més de l'Associació de Periodistes de la Catalunya Central. Va ocupar el número 36 a la llista de Junts pel Sí per Barcelona, i va entrar al Parlament després de Muriel Casals.
A les eleccions al Parlament de Catalunya de 2017 fou escollida com a diputada amb la llista d'Esquerra Republicana de Catalunya-Catalunya Sí.
El 6 de juny del 2018 va ser escollida com a secretària quarta de la Mesa del Parlament en substitució d'Alba Vergés. Ocupà el càrrec fins al 26 de novembre de 2019.
El 2021 no es va tornar a presentar a les eleccions al Parlament.